# Nico e i Gabbiani
(Nico e i Gabbiani, Parole)
Nico e i Gabbiani sono stati un gruppo musicale beat italiano nato in Sicilia.

## Storia del gruppo
I musicisti si erano conosciuti a Palermo, dove lavoravano. Nico era uno studente di Sambuca, in provincia di Agrigento, mentre gli altri quattro erano tutti di Carini.
Avevano iniziato a suonare nelle feste di paese e un antiquario palermitano, Traina, si offrì di far loro da manager, mettendoli in contatto con una casa discografica milanese, la City.
Uscì un 45 giri di genere beat le cui poche migliaia di copie andarono esaurite. Il brano Parole (su testo di Romualdo Friggeri e musicato da Giulio Prestigiacomo, uno dei componenti della band), entrò nelle hit parade e Lelio Luttazzi la annunciò come una delle più vendute in Italia della settimana. Il disco si aggiudicò il disco d'oro.
Il gruppo venne rilevato dall'etichetta Ariston e in seguito dalla First.
L'ultimo spettacolo, tenutosi a Courmayeur, risale al 31 dicembre del 1969 quando il gruppo si sciolse. Nico iniziò una carriera da solista come Nico Tirone.

## Formazione
- Nico Tirone (Sambuca di Sicilia, 18 settembre 1944 – Mazara del Vallo, 12 aprile 2012), voce e chitarra
- Giulio Prestigiacomo (Carini, 15 settembre 1941 – Carini, 16 maggio 2009), tastiere
- Franco Mannino (Carini, 26 giugno 1944), chitarre
- Vito Balsamo (Carini, 2 ottobre 1945): basso e sassofono
- Dick Cataldo (Carini, 20 ottobre 1947), batteria

## Discografia
Album in studio
- 1969 - Successi di ieri e di oggi (Ariston, AR/LP 10027)

Singoli
- 1967 - Ora sai/Parole (City Record, C 6189)
- 1967 - Amore/Qualcosa resterà (Ariston, AR/0237)
- 1968 - Ritornerà l'estate/Amore (Ariston, AR/0247)
- 1968 - Nico ricordami/Serenata celeste (Ariston, AR/0291)
- 1969 - Fiumi di parole/Vivo (First, FR 5001)
- 1970 - Per un bacio d'amor/Nessuno al mondo (First, FR 5011)